# ريتشارد ستوكتون
ريتشارد ستوكتون (بالإنجليزية: Richard Stockton)‏ (و. 1730 – 1781 م) هو قاضي، ومحامي من المملكة المتحدة. ولد في برينستون.
توفي في برينستون، عن عمر يناهز 51 عاماً. بسبب سرطان الفم.

## بدايات حياته
وُلد ريتشارد ستوكتون بتاريخ 1 أكتوبر 1730 لجون ستوكتون (1701-1758) مالك أراضٍ ثريٍ في برنستون، تبرع بأحد أراضيه لإنشاء كلية نيوجرسي في نيوآرك، والتي تعرف اليوم باسم جامعة برنستون، في نيوجيرسي. وُلد ريتشارد في منزل عائلة ستوكنون المعروف اليوم باسم متحف وحديقة مورفين في حي ستوني بروبك في بلدية برنستون في ولاية نيوجيرسي الأمريكية، والتحق بأكاديمية صموئيل فينلي في منطقة نوتنغهام، التي تحولت فيما بعد لأكاديمية ويست نوتنغهام، والتحق بعدها بكلية نيوجيرسي في مدينة نيوآرك. تخرج ستوكتون من كلية القانون عام 1748 مع ديفيد أوغدن، الذي كان حينها رئيسًا للمحامين في تلك المدينة. تمكن ستوكتون من الحصول على قبول في نقابة المحامين في عام 1754، وسرعان ما ارتقى لمرتبة الشرف. في عام 1763، حصل ستوكتون على أعلى درجة في القانون في ذلك الوقت، مرتبة رقيب قانوني. كان ستوكتون صديقًا مقربًا لجورج واشنطن. كانت زوجة ستوكتون، الشاعرة أنيس بودينوت ستوكتون، شقيقة السياسي، إلياس بودينوت من ولاية نيو جيرسي. أنجب ستوكتون وزوجته ستة أبناء. أصبح ابنهما، ريتشارد ستوكتون، محاميًا وزعيمًا فيدراليًا بارزًا. تزوج الياس بودينوت هانا ستوكتون (1736-1808)، شقيقة ريتشارد ستوكتون الصغرى.
أبدى ستوكتون في فترة مبكرة من حياته اهتمامًا بالسياسة. كتب ذات مرة: «يكون العوام عادة غير ممتنين، ولن أصبح خادمًا لهم إلا عندما أكون مقتنعًا أني، ومن خلال إهمالي لشؤوني الخاصة، أؤدي خدمة مقبولة أكثر بالنسبة للرب وللإنسان». مع ذلك، كان لستوكتون دور نشط في منصب عضو مجلس الأمناء في كلية نيوجيرسي الذي شغله لفترة من حياته.

## عمله السياسي
شغل ستوكتون منصب عضو مجلس أمناء كلية نيوجيرسي، التي عرفت فيما بعد باسم جامعة برنستون،  لمدة 26 عامًا. في عامي 1766 و1767، ابتعد ستوكتون عن العمل في مجال القانون بهدف زيارة إنجلترا واسكتلندا وإيرلندا. سبقت شهرة ستوكتون وصوله إلى أوروبا، واستقبله فيها أبرز رجال المملكة. حظي ستوكتون بشرف تقديم خطابًا للملك جورج الثالث باسم أمناء كلية نيوجيرسي، معترفًا بإلغاء قانون الطابع، وكان رد الملك على خطاب ستوكتون إيجابيًا. استشار رجال بارزون، من أمثال ماركيز روكنجهام، ستوكتون بشأن حالة الشؤون الأمريكية، وأمضى ستوكتون أسبوعًا مع روكنجهام في ضيعته. التقى ريتشارد ستوكتون بإدموند بيرك، وإيرل تشاتام، والعديد من أعضاء البرلمان البارزين الآخرين، الذين جمعتهم علاقة ودية مع القائمين على المستعمرات الأمريكية.
في اسكتلندا، أدت الجهود الشخصية لريتشارد ستوكتون إلى قبول تعيين القس جون ويذرسبون في منصب رئيس الكلية. عارضت زوجة ويذرسبون توليه لهذا المنصب، لكن صهره المستقبلي، بنيامين راش، الذي كان طالبًا في كلية الطب في جامعة أدنبرة، تمكن من إقناع ويذرسبون بتولي المنصب رغم معارضة زوجته. كان هذا الحدث بالغ الأهمية في تاريخ التعليم العالي في أمريكا. في إحدى الليالي، هاجم لص ستوكتون في مدينة أدنبرة، لكن الأخير تمكن من الدفاع عن نفسه بمهارة باستخدام سيف صغير كان بحوزته، فما كان من اللص إلا أن فر من المكان. عاد ستوكتون إلى أمريكا في شهر أغسطس من عام 1767. في عام 1768، شغل ستوكسون لأول مرة منصبًا حكوميًا، عندما تلقى ترقية لشغل أحد مقاعد مجلس مقاطعة نيوجيرسي. عُين ستوكتون بعدها، في عام 1774، في المحكمة العليا لولاية نيوجيرسي. انتخب ستوكتون في بداية حياته المهنية، عام 1768، عضوًا في الجمعية الأمريكية للفلسفة.
اتخذ ستوكتون موقفًا معتدلًا من الاضطرابات بين المستعمرات الأمريكية وبريطانيا العظمى. في عام 1774 صاغ ستوكتون رسالة وأرسلها إلى اللورد دارتموث «خطة حكم ذاتي لأمريكا، مستقلة عن البرلمان، لكن دون التخلي عن التاج». لم يكن نهج الكومنولث هذا مقبولًا بالنسبة للملك (لو قبل الملك بهذا النهج، لكان بإمكان البريطانيين تجنب الحرب التي نالت من خلالها المستعمرات الأمريكية استقلالها). عندما قرر البرلمان زيادة الإيرادات في المستعمرات عام 17775، أعلن ستوكتون وجوب «أن ترسل كل مستمعرة من المستعمرات واحدًا أو اثنين من أكثر شبانها دهاءً وتمكينهم من الوصول إلى مجلس العموم، وإبقائهم هناك حتى يتمكنوا من العناية بأنفسهم، وإلا فسيتم تجريدنا من أراضينا من أجل هدف ما».

## حرب ثورية
في عام 1776، انتُخب ستوكنون للمشاركة بالكونغرس القاري الثاني، وكان له دور مهم للغاية فيه. في شهر أغسطس من العام نفسه، وعندما أجريت انتخابات لحكومات الولايات في الدولة الجديدة، حصل كل من ستوكتون وويليام ليفينجستون على نفس عدد الأصوات لمنصب حاكم نيوجيرسي في الاقتراع الأول. فاز ليفينجستون في الانتخابات الثانية بفارق صوت واحد، وانتخب ستوكتون بالإجماع لشغل منصب رئيس قضاة المحكمة العليا في نيوجيرسي. مع ذلك، رفض ستوكتون شغل المنصب الذي انتخب له بغية الحفاظ على عضويته في الكونغرس. كان ستوكتون أول شخص من نيوجيرسي يوقع إعلان الاستقلال.
أرسل الكونغرس ستوكتون، مع زميله في التوقيع على إعلان الاستقلال، جورج كليمر، في رحلة مرهقة استغرقت شهرين من الزمن إلى قلعة تيكونديروجا ومدينة ساراتوجا ومدينة ألباني بنيويورك، وذلك بهدف مساعدة الجيش القاري في الحرب الثورية الأمريكية. عند عودته إلى ببرينستون، سافر ستوكتون مسافة 30 ميلًا باتجاه الشرق إلى منزل صديقه، جون كوفنهوفن، لإجلاء عائلته إلى بر الأمان. خلال فترة تواجده هناك، وعند منتصف ليلة 30 نوفمبر 1776، ألقى الموالون القبض على ستوكتون مع كوفنهوفن، وسحبوهما من أسرتهما، وجردوهما من ممتلكاتهما، وساروا بهما إلى بيرث أمبوي، وسلموهما للبريطانيين. كتب الجنرال ويليام هاو، الفيكونت الخامس لعائلة هاو، في يوم إلقاء القبض على ستوكتون، إعلان عفو مطلق وغير مشروط لكل من هو على استعداد للبقاء مسالمًا وتحت طاعة الملك. استفاد الكثيرون من العفو، وكان ستوكتون واحدًا منهم، لكنّه أرسل قبل إصدار العفو إلى مدينة بيرث أمبوي، حيث كُبّل بالأصفاد، وعومل كمجرم عادي. 
نُقل ستوكتون بعدها إلى سجن بروفوست في نيويورك، حيث تعرض عمدًا للتجويع وللطقس البارد. بعد خمسة أسابيع تقريبًا من المعاملة الوحشية، أُطلق سراح ستوكتون بشروط بعد تدهور حالته الصحية. عند خروجه من السجن، كان الجنرال البريطاني، تشارلز كورنواليس، قد احتل أرضه، التي يطلق عليها اسم مورفين. كتب المؤرخ الأمريكي، ويليام سترايكر: «جرد مورفن، منزل المحترم ريتشارد ستوكتون، من محتوياته من أثاث وكتب». دفعت معاملة ستوكتون في سجن نيويورك المؤتمر القاري إلى إصدار قرار يوجه الجنرال واشنطن إلى التحقيق بقضية ستوكتون. أفرج عن ستوكتون بعد ذلك بفترة قصيرة، وبالتحديد بتاريخ 13 يناير 1777. يحوي الأرشيف الوطني الأمريكي على رسائل أخرى توضح اتصال واشنطن، حسب الأصول، بالجنرال هاو في نيويورك ودراسة بعض الأمور المتعلقة بتبادل السجناء أو إطلاق سراح ستوكتون وآخرين.